# Геро IV де Кабрера
Геро IV де Кабрера (исп. Guerau IV de Cabrera; 1194 — 1228) — виконт Кабрера, виконт Ажера (Геро III), в 1209—1211 и 1213—1228 годах граф Урхеля.

## Биография
Родился не позднее 14 марта 1195, сын Понса III де Кабрера (ум. 1199), виконта Жироны и Ажера. До совершеннолетия находился под опекой матери — Маркезы де Урхель.
В 1209 году после смерти своего дяди Урхердского графа Эрменгола VIII объявил себя его наследником, лишив власти дочь покойного — Эрумбу.
В 1211 году арагонский король Педро II изгнал Геро IV из Урхеля, восстановив Эрумбу в правах. Через два года Педро II погиб в битве при Мюре. Воспользовавшись малолетством его сына Хайме I, Геро IV вернул себе Урхель.
В 1228 году Хайме I, у которого были свои виды на Эрумбу, заключил с ней договор, по которому она получала графство Урхель в качестве арагонского лена. Геро IV снова был изгнан, после чего у него остались только родовые виконтства. Вскоре он умер.
Эрумба умерла, не оставив потомства (1231), и в 1236 году Хайме I передал графство Урхель сыну Геро IV — Понсу IV де Кабрера.

## Семья
Жена — Эйло Перес де Кастро, дочь Педро Фернандеса де Кастро. 
Дети:
- Понс IV де Кабрера (1216—1243), граф Урхеля
- Геро V де Кабрера (ум. 1242), виконт Жироны и Ажера